# Ribeira Grande (Cabo Verde)
Ribeira Grande es un municipio caboverdiano situado en la isla de Santo Antão. Su capital es Ponta do Sol, ciudad turística y dotada con un pequeño puerto pesquero.
La fiesta del municipio es el 17 de enero, conmemorando la fecha supuesta del descubrimiento de la isla. Coincide con el día de Santo Antão, patrono de la isla, en el santoral católico.

## Geografía física

### Localización
El municipio está situado en el norte de la isla de Santo Antão, y limita por el sur con el municipio de Porto Novo, por el este con el de Paul, y con el océano Atlántico por el norte y por el oeste.

### Hidrografía
Numerosas riberas con profundos valles surcan el municipio, siendo las más importantes la Ribeira Grande, Ribeira da Torre y Ribeira da Garça. En este último valle se encuentra el embalse de Canto Cagarra, que fue inaugurado el 16 de noviembre de 2014, y la presa tiene una altura de 30 metros y una capacidad de 418 mil metros cúbicos.

## Organización territorial
Consta de cuatro freguesias:
- Nossa Senhora do Livramento
- Nossa Senhora do Rosário
- Santo Crucifixo
- São Pedro Apóstolo

## Demografía
| Gráfica de evolución demográfica de Ribeira Grande entre 1940 y 2021 |
| |
| Población del municipio entre los años 1940 y 2010 según el censo de población de la página web Opendataforafrica.org. Población estimada según el Instituto Nacional de Estatística de Cabo Verde. Población según el resultado censal preliminar de 2021 del Instituto Nacional de Estatística de Cabo Verde según la página web citypopulation.de. |

## Política
Desde 2008, el municipio de Ribeira Grande está gobernado por el partido "Movimento para la Democracia".

## Economía
Su economía se basa en la pesca y la agricultura, con un porcentaje muy alto de población rural. En las últimas décadas se ha desarrollado un cierto sector servicios, centrado en la localidad de Ribeira Grande, y un creciente turismo, que tiene su punto más desarrollado en Ponta do Sol.

## Servicios públicos

### Educación
En la localidad de Coculi, hay un liceo que acoge a 700 alumnos de las freguesias de Santo Crucifixo y São Pedro Apóstolo.

### Sanidad
Cuenta con el hospital João Morais que atiende a las personas de la zona norte de la isla.

## Patrimonio

### Religioso
- Iglesia de Matriz de Nossa Senhora do Rosário

## Patrimonio cultural inmaterial

### Festividades
El 24 de junio son las fiestas de San Pedro.